# First TransPennine Express
First TransPennine Express est une compagnie ferroviaire britannique qui exploite une concession de service voyageurs régionale dans le nord de l'Angleterre.

## Histoire
La concession a été attribuée pour huit ans à compter du 1er février 2004, avec une option de prolongement de cinq ans, à un consortium formé par First Group et Keolis. Elle est constituée de lignes à longue distance précédemment exploitées par Arriva Trains Northern et par First North Western regroupées au sein d'une concession unique.
Depuis le 10 décembre 2004 son nom initial, TransPennine Express, est devenu First TransPennine Express.

## Lignes
Les services de cette concession concernent trois lignes : 
- North TransPennine - de Newcastle-upon-Tyne, Middlesbrough, Scarborough et Hull, à Manchester Piccadilly, Manchester Airport et Liverpool Lime Street, via Leeds et Huddersfield,
- South TransPennine - de Cleethorpes et Grimsby, à Manchester Piccadilly et Manchester Airport, via Scunthorpe, Doncaster et Sheffield,
- North West - de Windermere, Kendal et Barrow-in-Furness, Preston et Bolton, à Manchester Piccadilly et Manchester Airport, via Lancaster.

## Matériel
L'entreprise exploite des rames diesel Class 185 Siemens et Class 170 Bombardier.

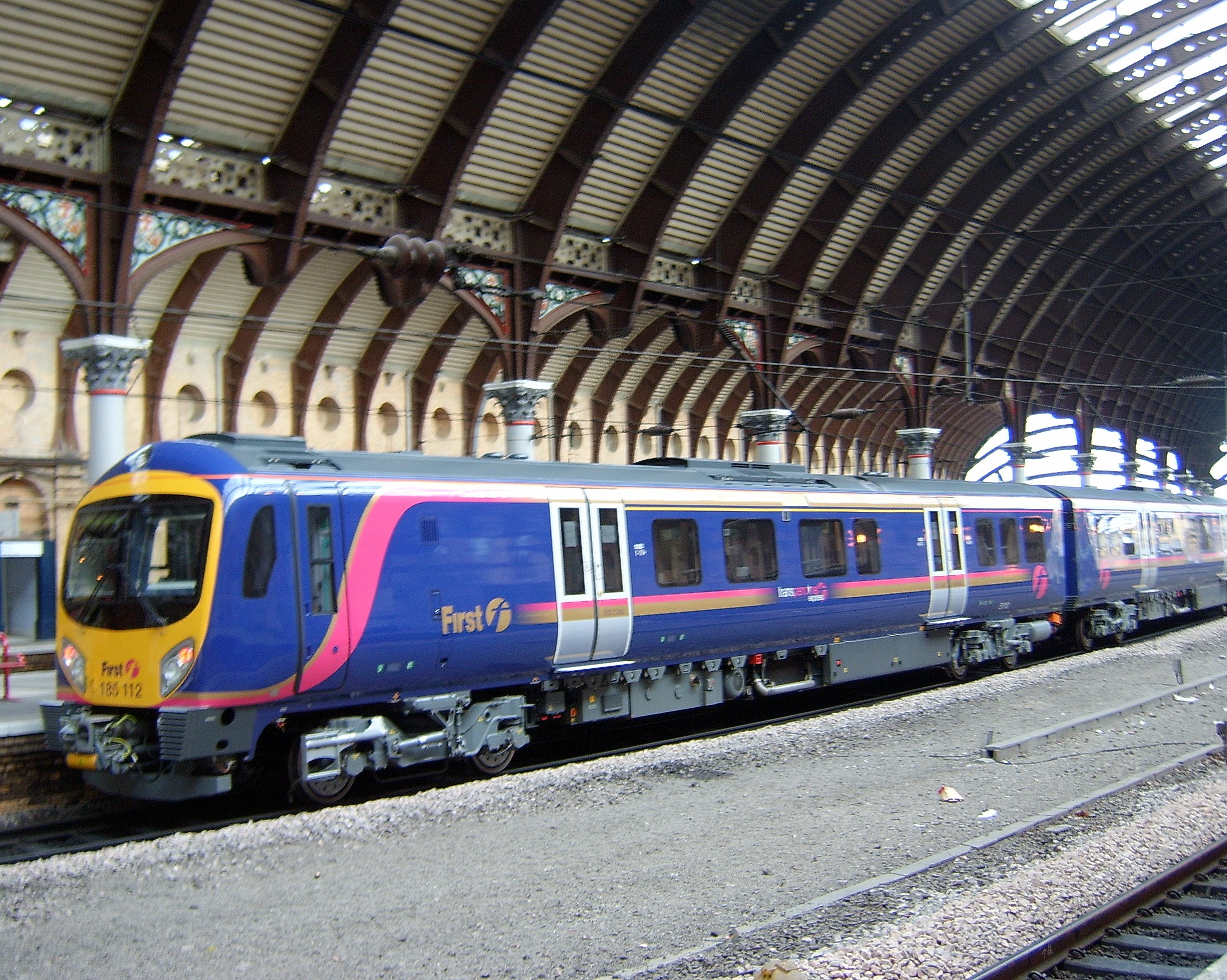
Class 185
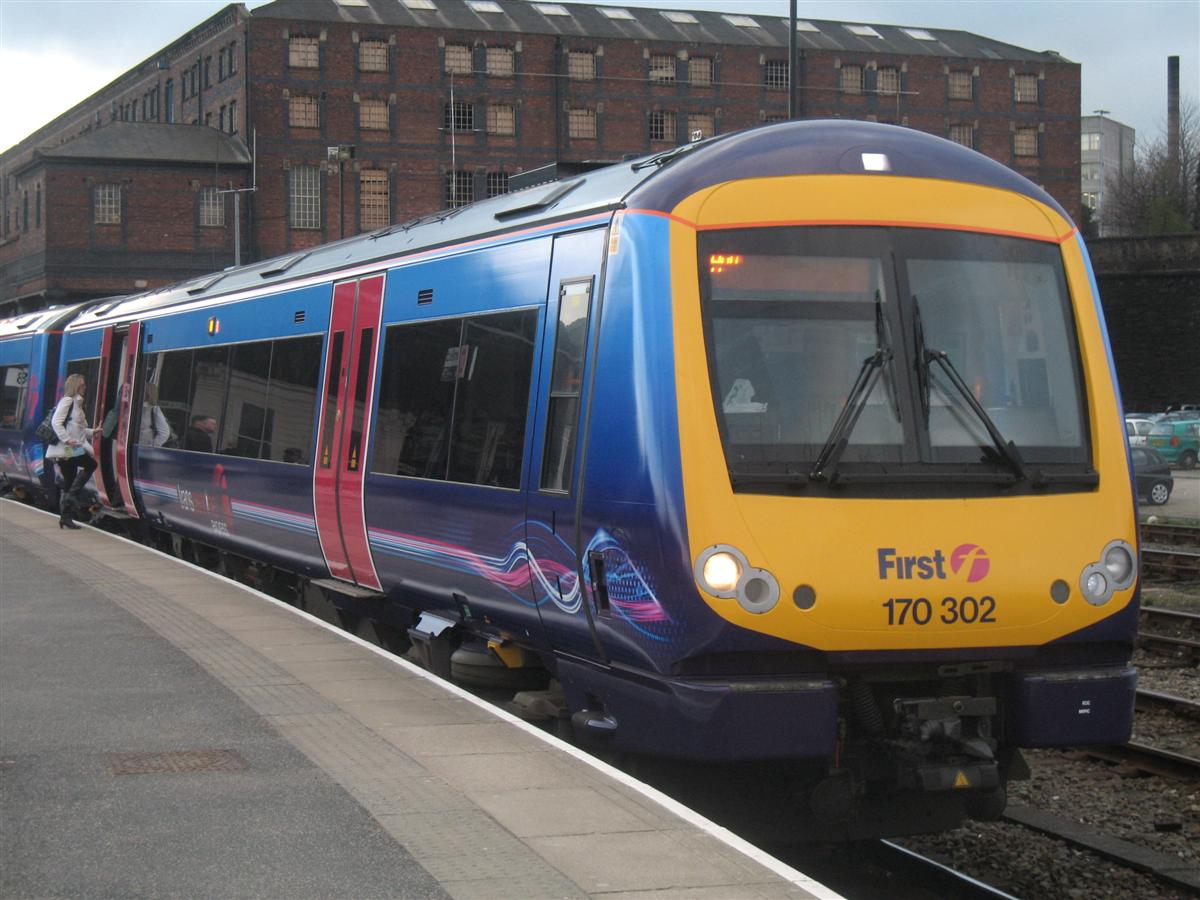
Class 170